# Santana, Amapá
Santana este un municipiu în unitatea federativă Amapá (AP) din Brazilia.